# リサ・シュトレイク
リサ・シュトレイク (Lisa Streich、1985年 - )は、スウェーデンの現代音楽の作曲家。

## 略歴
ノラ・ローダ教区出身。
ベルリン、ストックホルム、ザルツブルグ、パリ、ケルンで作曲とオルガンをヨハネス・シェルホーン、アドリアナ・ホルツキー、マウロ・ランツァ、マルガレータ・ヒュルホルツらに師事。

## コンポーザ・イン・レジデンス
- アンサンブル・ルシェルシュ (2017 - 2018)

## 受賞歴
- ベルント・アロイス・ツィンマーマン賞 (2014年)
- エルンスト・フォン・シーメンス作曲家賞 (2017年)[2]
- 第1回クラウセン・サイモン作曲賞

## 主要作品

### 管弦楽
- SEGEL (2017年)
- ALV (2013年)
- ARK (吹奏楽曲、2016年)
- MANTEL (弦楽合奏曲、2018年)

### 協奏曲
- LASTER (ピアノ協奏曲、2019年)

### 室内楽
- ASKAR (弦楽四重奏とエレクトロニクス、2010年)